# Changle (köpinghuvudort i Kina, Jiangsu Sheng, lat 31,93, long 121,25)
Changle är en köpinghuvudort i Kina. Den ligger i provinsen Jiangsu, i den östra delen av landet, omkring 230 kilometer öster om provinshuvudstaden Nanjing. Antalet invånare är 38 493. Befolkningen består av 22 002 kvinnor och 16 491 män. Barn under 15 år utgör 10,0 %, vuxna 15-64 år 66 %, och äldre över 65 år 22,0 %.
Närmaste större samhälle är Fu'an, 9,2 km nordost om Changle. Trakten runt Changle består till största delen av jordbruksmark.
Genomsnittlig årsnederbörd är 1 510 millimeter. Den regnigaste månaden är augusti, med i genomsnitt 205 mm nederbörd, och den torraste är januari, med 45 mm nederbörd.